# リングワールドの子供たち
『リングワールドの子供たち』（リングワールドのこどもたち、Ringworld's Children ）は、2004年にラリー・ニーヴンが発表したSF小説で、ノウンスペースを舞台とする「リングワールド」シリーズの4番目の作品である。本作品でもルイス・ウーとその仲間のリングワールドでの脅威に満ちた冒険をこれまでと同様に描いている。日本語版は2006年5月に早川書房から発売された。
この小説のあらすじはいわゆるフリンジ戦争に大きくかかわっている。ノウンスペースのすべての知的種族がリングワールドに関心を寄せている。本作品では、リングワールド星系をめぐる種族間の戦争（正確には前作『リングワールドの玉座』から始まっている）と、リングワールドの住民を救うべく活躍する人々を描いている。
また、前3作品で描かれなかった様々なエピソードについても言及している。たとえば第1作のその後のティーラ・ブラウンの足取りや、リングワールドの建設の経緯などである。
一方、ニーブンの過去の作品中で発明されたり描かれているいくつかのものが関係してくる。
例えば短編アンソロジーのCrashlander 中の2作品では、量子第二段階超光速駆動（『銀河の「核」へ』("At The Core")、『中性子星』収録）と医療用ナノテクノロジー（"Procrustes"、未訳）のそれぞれの効果について別々に考察している。
これらの超テクノロジーは一見たがいに無関係のように見えるが、『リングワールドの子供たち』ではこれらの組み合わせが物語の重要な要素となっている。
他の例としては、フリンジ戦争でのARMの宇宙船が反物質駆動を行なうとか、反物質兵器を装備していることである（ARMについては『不完全な死体』("The Long ARM of Gil Hamilton") で詳しく描かれている）。ハインドモースト（至後者）がどういったところでそんなものが手に入るか訊かれたとき、おそらく反物質星系ではないか、と述べている。これはCrashlander アンソロジーの三つ目の短編（『フラットランダー』("Flatlander")、『中性子星』収録）で描かれている反物質惑星キャノンボールエクスプレスのことを指している。
他にもはっきりとは書かれていないが、ベーオウルフ・シェイファーが登場する作品『太陽系辺境空域』（Borderland of SOL ）に関連してくるものもある。これはハイパースペースの重力井戸に棲む宇宙船を喰う生物と考えられているもののことで、なぜ宇宙船が巨大質量の近傍でハイパードライブ使うと危険なのかの理由となっている。以前の作品では急な重力勾配による特異点がその原因として説明されていたが、本作品で偶然、真実として裏付けられることになる。
リングワールドシリーズの前2作品で様々なパク人のプロテクターたちの干渉が重要な役割 ― 例えばリングワールドの本当の建造者は彼らである、など ― を果たしてきた。それまでの作品での数々の「真実」とされていたことが、実は登場人物による嘘であったことが判明する。なお、こういった話のパターンはニーヴンのリングワールドやノウンスペースシリーズ（特にパク人のプロテクターやパペッティア人に関する作品）の特徴のひとつでもある。
Fate of Worlds(未訳)は本作の後日譚である。